# Rivereno (Teksas)
Rivereno je naseljeno mjesto za statističke potrebe u američkoj saveznoj državi Teksas. Prema popisu stanovništva iz 2010. u njemu je živjelo 61 stanovnika.